# Liegi-Bastogne-Liegi 1913
La Liegi-Bastogne-Liegi 1913, ottava edizione della corsa, fu disputata il 6 luglio 1913 per un percorso di 237 km. Fu vinta dal belga Maurits Moritz, giunto al traguardo in 7h23'00", precedendo i connazionali Alphonse Fonson e Hubert Noel. 
Dei 49 ciclisti alla partenza coloro che portarono a termine la gara al traguardo di Liegi furono 20.

## Ordine d'arrivo (Top 10)
| Pos. | Corridore         | Squadra | Tempo    |
| ---- | ----------------- | ------- | -------- |
| 1    | Maurits Moritz    | -       | 7h23'00" |
| 2    | Alphonse Fonson   | -       | s.t.     |
| 3    | Hubert Noel       | -       | s.t.     |
| 4    | Omer Collignon    | -       | s.t.     |
| 5    | René Vermandel    | -       | s.t.     |
| 6    | Gilles Laubenthal | -       | s.t.     |
| 7    | Herman Braine     | -       | s.t.     |
| 8    | Lucien Buysse     | -       | s.t.     |
| 9    | Jules Halleux     | -       | s.t.     |
| 10   | Camille Rossart   | -       | s.t.     |